# Хожелюв
Хожелюв (пол. Chorzelów) — село в Польщі, у гміні Мелець Мелецького повіту Підкарпатського воєводства.
Населення — 2789 осіб (2011).

## Демографія
Демографічна структура станом на 31 березня 2011 року:
|          | Загалом | Допрацездатний вік | Працездатний вік | Постпрацездатний вік |
| -------- | ------- | ------------------ | ---------------- | -------------------- |
| Чоловіки | 1362    | 293                | 915              | 154                  |
| Жінки    | 1427    | 275                | 876              | 276                  |
| Разом    | 2789    | 568                | 1791             | 430                  |